# کوسی آکایشی
کوسی آکایشی (انگلیسی: Kosei Akaishi؛ زادهٔ ۲۶ فوریهٔ ۱۹۶۵) کشتی‌گیر اهل ژاپن است.